# (259) Алетейя
(259) Алетейя (др.-греч. Αλήθεια) является довольно крупным астероидом главного пояса, который имеет очень тёмную поверхность (темнее, чем уголь), богатую простейшими углеродными материалами. Был открыт 28 июня 1886 года германо-американским астрономом К. Г. Ф. Петерсом в Клинтоне, США и назван по имени древнегреческой богини истины Алетейи.

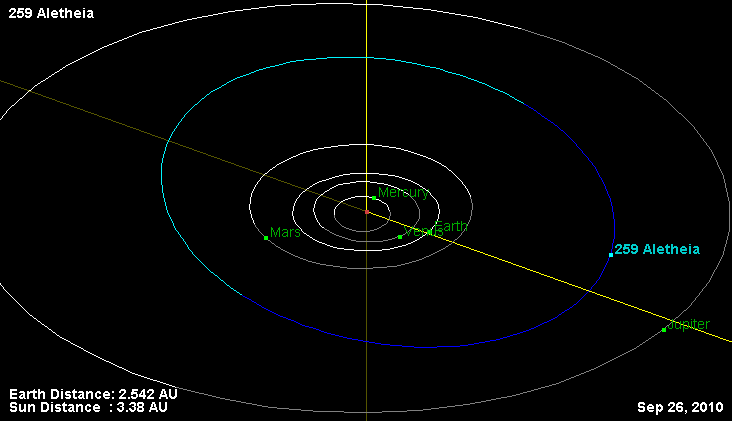
Орбита астероида Алетейя и его положение в Солнечной системе